# Chopper Attack
Chopper Attack (conegut com a Wild Choppers al Japó) és un videojoc d'acció amb helicòpters per la Nintendo 64 llançat el 1998.
En el videojoc s'ha de superar diverses missions en diversos llocs. Algunes de les missions es poden incloure el bombardeig de bases enemigues, escortar l'Air Force One a través de perillosos terrenys de selva i rescatar presoners de guerra.